# 셰이 길저스알렉산더
셰이본티 아이션 길저스알렉센더(영어: Shaivonte Aician Gilgeous-Alexander, 영어 발음: /ˈʃeɪ ˈɡɪldʒəs/, 1998년 7월 12일~)는 캐나다의 농구 선수이다. 이름의 이니셜에서 유래한 SGA라는 별명으로 잘 알려져 있으며 포지션은 포인트 가드와 슈팅 가드이다. 현재 전미 농구 협회(NBA)의 오클라호마시티 선더와 캐나다 대표팀 소속으로 뛰고 있다.

## 개인사
어머니인 샤메인 길저스는 앤티가 바부다 국가대표 육상 선수 출신으로 선수 시절 1992년 하계 올림픽에 출전했다. 
사촌인 니킬 알렉산더워커도 농구 선수로 활동하고 있다.